# 隱形眼鏡

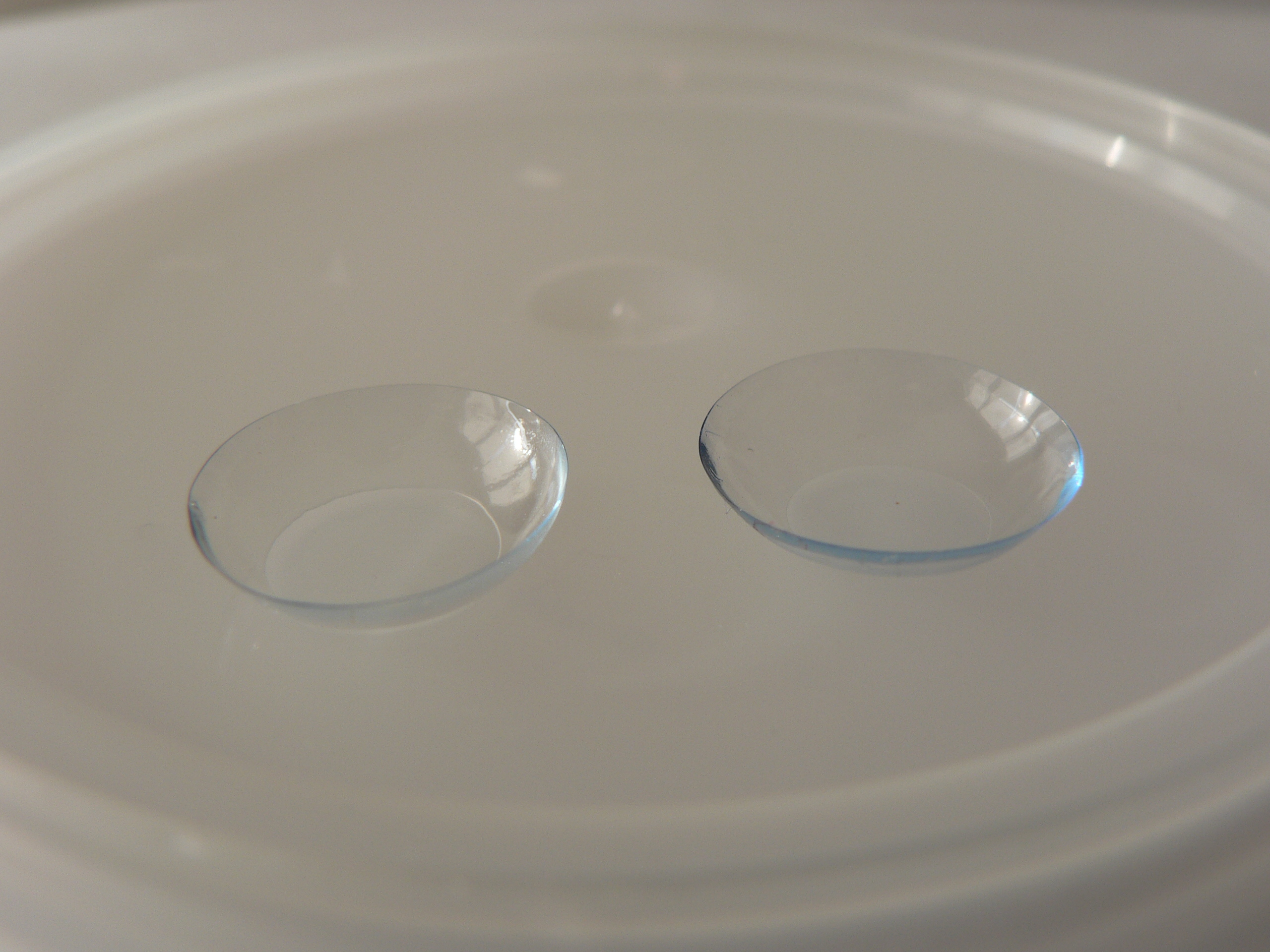
隱形眼鏡

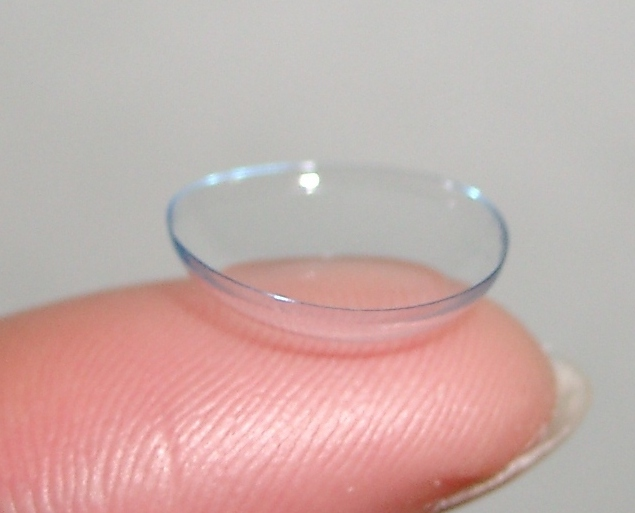
用手托起隱形眼鏡

隱形眼鏡，一種直接附在角膜表面泪液层上的鏡片，可以矯正視力、减缓近视眼进一步发展。

## 歷史
把鏡片直接戴在眼球的想法，早在1508年被達文西提出，1636年笛卡爾（René Descartes）亦有相近的建議。1887年，德國科學家Adolf Eugen Fick成功製造出第一隻玻璃隱形眼鏡，但由於其透氧率過低，易引發角膜炎等眼睛疾病。1938年，Mullen和Obring使用PMMA為材料，製造出第一副全塑膠隱形眼鏡，1940年位於美國紐約的Obring以壓克力系的plexiglass發展全塑膠隱形眼鏡。1961年捷克化學家奧托·威胥特利發明軟性隱形眼鏡。1970年推出透氣性硬性隱形眼鏡（RGP），直徑小（9mm左右），又是高透氧材料，是隱形眼鏡喜好者理想的選擇。2004年，已有超過一億二千萬的人口使用隱形眼鏡。而隨著具備妝容功能的隱形眼鏡被發明，使用人數不斷提升。

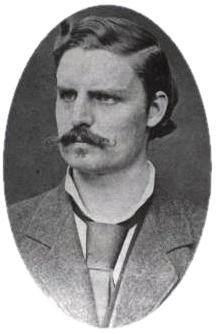
1887年，德國科學家Adolf Eugen Fick成功製造出第一隻隱形眼鏡

现今美国约有4500万人佩戴隐形眼镜。不同国家佩戴的比例不同，欧洲国家介于5%至15%之间。

## 種類
隱形眼鏡可分為許多種類，依材料可分為硬性及軟性隱形眼鏡，依據佩戴時間，則可分為長戴型與日戴型，依據鏡片壽命，則可分為即棄型與長期使用型。

### 硬性隱形眼鏡
硬性隱形眼鏡一般採用PMMA聚合物製成，近年則以硬性透氧隱形眼鏡rigid gas-permeable（RGP）較為普及，透氧率比軟性隱形眼鏡佳。夜間佩戴者，稱OK鏡片。

### 軟性隱形眼鏡
軟性隱形眼鏡在1961年由捷克化學家奧托·威胥特利發明，由於佩戴較為舒適，時至今日已成為最普及的鏡片種類。
軟性隱形眼鏡採用親水性強的物料聚甲基丙烯酸羥乙酯(poly-HEMA)製成，容許氧氣透过镜片進入角膜，令佩戴更舒適。
而軟性隱形眼鏡，依佩戴時間可分為日戴型、兩星期型、月戴型及傳統年戴型。一般人都會選擇佩戴時間較短的隱形眼鏡，因較衛生、方便、健康，可減少處理不當而引致眼部感染及發炎。

### 時尚隱形眼鏡

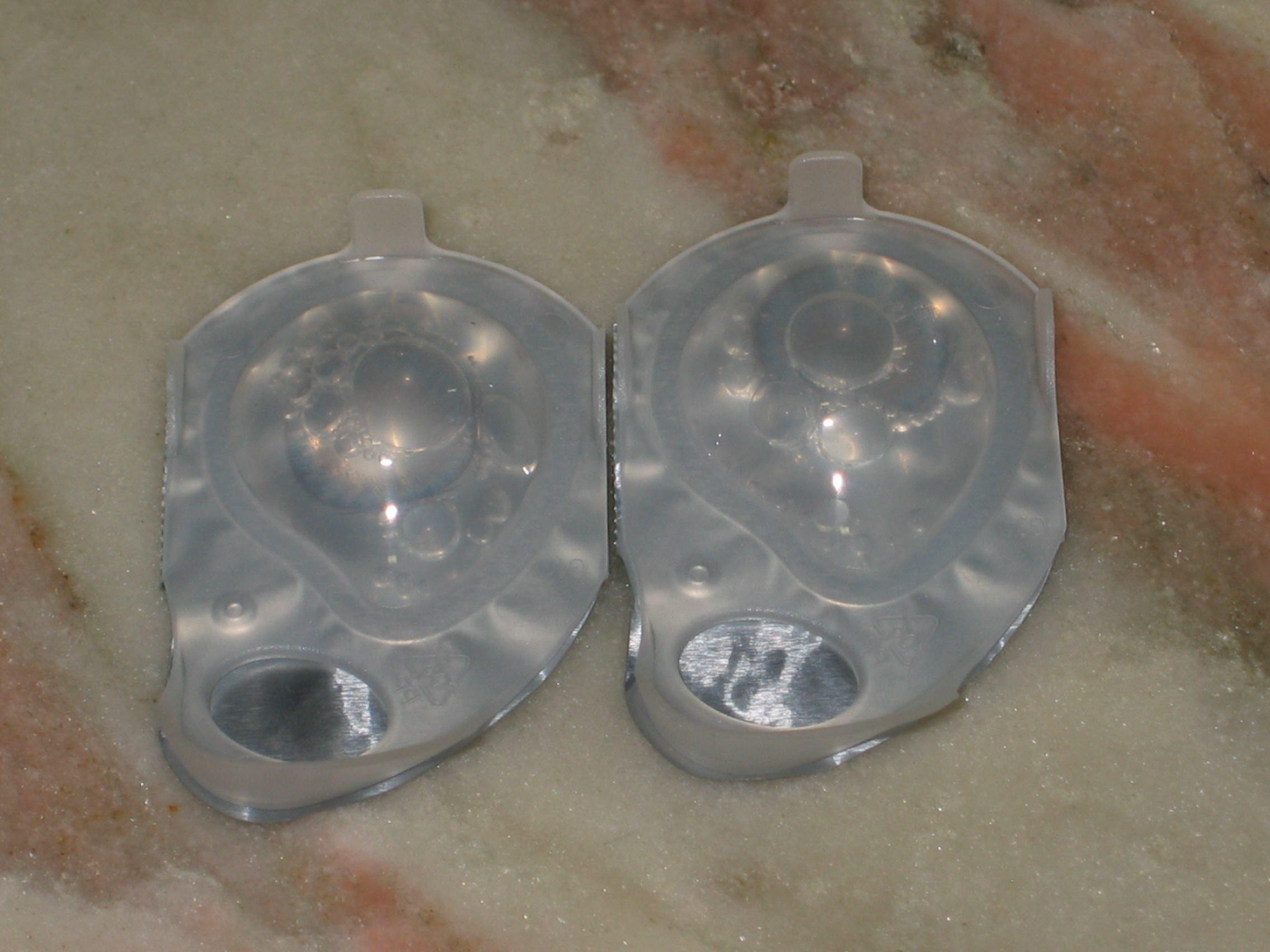
一次性蓝色瞳片。

時尚用途隱形眼鏡是一種能讓瞳孔變大、變亮、變有神，或者改變瞳孔顏色的一種裝飾性隱形眼鏡。
時尚用途隱形眼鏡首見於1939年美國電影，但直到1980年代才廣為商用。時尚用途隱形眼睛可作處方籤或美容用品。一般拥有扩瞳或變色功能的时尚瞳片用品並無矯正視力用途。

## 隱形眼鏡參數
- 含水量——隱形眼鏡材料吸水飽和后，水分占總重量的百分比。
- 基弧（BC）——鏡片的內曲面中心弧。基弧較長，鏡片的弧面較平；基弧較短，鏡片的弧面較彎。
- 直徑(DIA)——鏡片邊緣相對應的兩點間的直線距離。
- 光學區——鏡片基弧所及的範圍，即有屈光力的鏡片區域。
- 中心厚度——鏡片中心點的厚度。
- Dk值（透氧係數Dk）——氧氣通過某種隱形眼鏡材料的程度。D-氧氣在材料中的擴散系數，k-溶解系數。含水量越高，Dk值也越高。
- Dk/t（氧傳導性）——氧通過一定厚度特定鏡片的實際速度。t表示厚度。日戴式Dk/t>24,長戴式Dk/>87。厚度越薄，相對透氧性越好。
- EOP（等氧率）——人活體上鏡片與角膜之間的含氧百分率。EOP最大值21%，日戴鏡EOP>12%，長戴鏡EOP>18%。
- 折射率——光在空氣中的速度與光在該材料中的速度之比率。材料的折射率越高，使入射光發生折射的能力越強。

## 清洗與保養

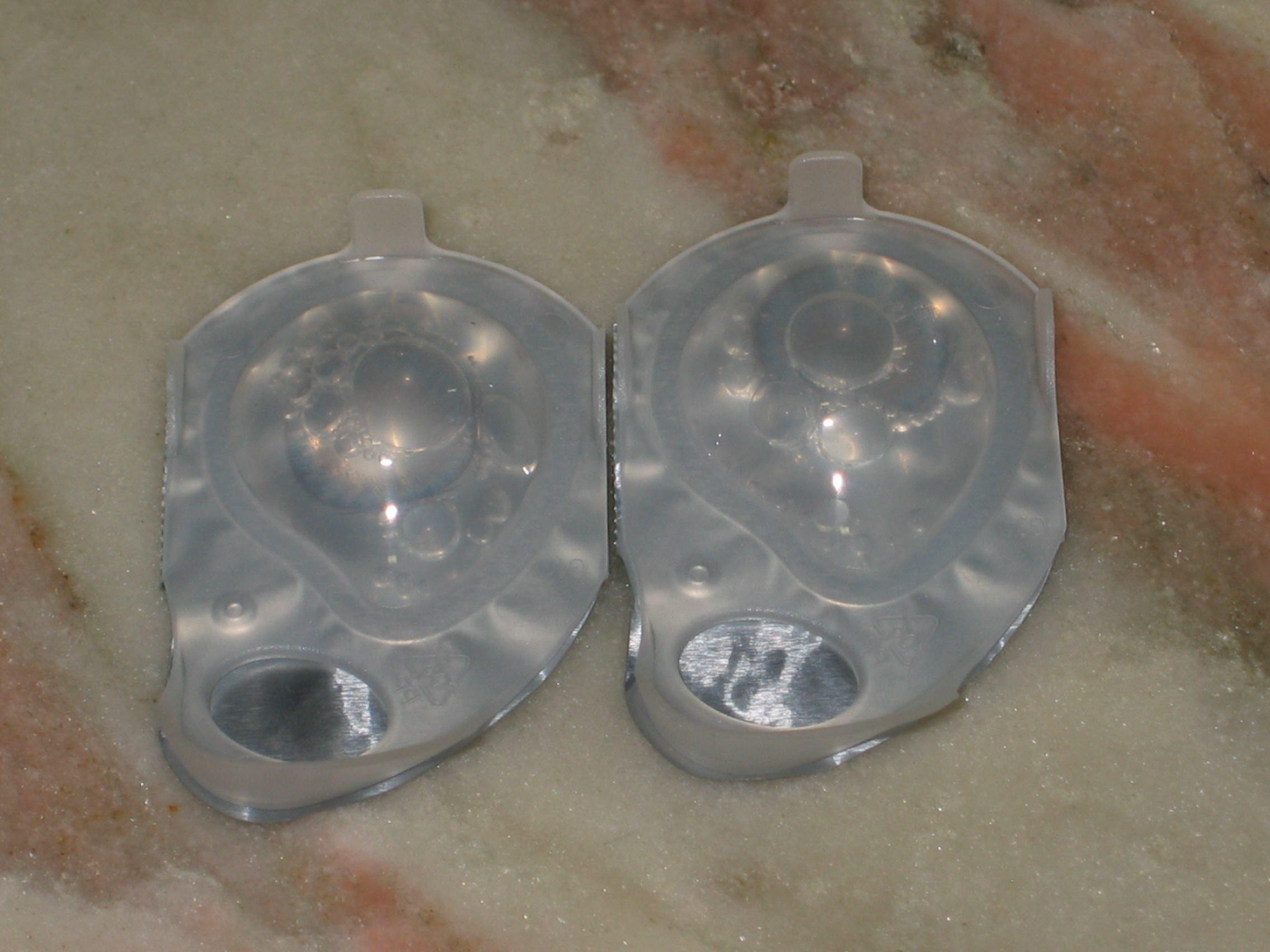
用完即棄的彩色隱形眼鏡

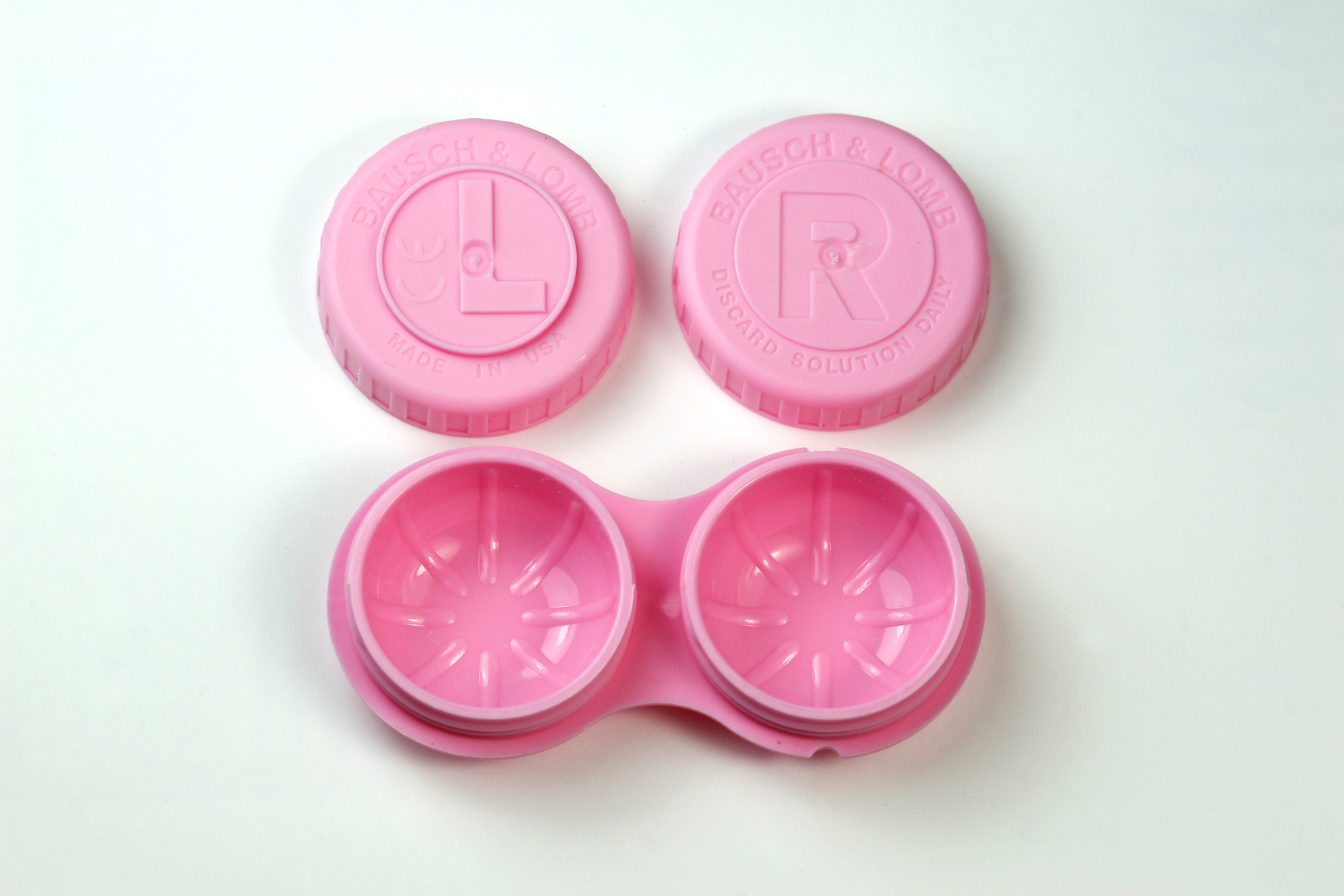
隱形眼鏡盒

隐形眼镜由于直接于眼睛接触，于是生理上自然产生的蛋白质会在镜片上积累，而过多的蛋白质的积累会导致隐形眼镜的透光度降低，以至于视线模糊。但是镜片上积累的蛋白质不容易清洗掉，因此早期的护理液需要手工揉搓以达到去除镜片上沉积的蛋白质的目的。
新型的护理液由于添加了氯化钾、氯化钠等电解质成分可以溶解掉镜片上的蛋白质，防止已经脱离的蛋白质再次附着，已达到免揉搓的目的。
一般来说，为达到彻底清洁的目的，镜片需要在护理液中浸泡数小时，一般为6小时以上。保存时，使用新鲜的护理液在不开盖、温度适宜、避免阳光直射的情况下，至少可以30天，如果中途打开过，或者需要更长时间保存，则需要再次更换新鲜的护理液。

### 隱形眼鏡藥水的一般用途
- 冲洗清洁镜片
- 消毒
- 去除蛋白
- 储存
- 缓冲液
- 增加润滑

### 清洗程序
| 日拋型 | 無須清洗         |
| 雙周拋 | 藥水清洗         |
| 月拋   | 藥水、除蛋白清洗 |
| 年拋   | 藥水、除蛋白清洗 |

### 隱型眼鏡藥水的主要成分
水、纤维素、氯化钾、氯化钠、磷酸盐、柔软清洁剂、消毒剂

### 關於隱型眼鏡藥水
市面上的藥上大多分為兩類，多功能藥水以及雙氧藥水。
- 多功能藥水

部份多功能藥水也會說免搓免洗，但必須浸一定時間。而這類藥水，有搓有洗的話殺菌效率的較強。
- 雙氧藥水

一般含有3.5％的过氧化氢，将镜片固定在有铂金催化环的容器中，通过过氧化氢分解产生的大量纯氧气泡清洗镜片。这类药水杀菌能力最强，且不可用手搓洗。大多产品要求中和8小时后待过氧化氢反应殆尽才可佩戴镜片，否则会灼伤角膜。

## 全球主要生厂商
- 强生 (Johnson & Johnson)
- 视康 (Alcon)
- 博士伦 (Bausch & Lomb)
- 酷博（CooperVision)

## 缺點
隱形眼鏡有許多缺點，由於隱形眼鏡是直接戴在角膜上，假如鏡片或雙手清洗不乾淨，佩戴隱形眼鏡便較容易引起例如角膜炎等疾病。
隱形眼鏡的保養及清潔比較花時間，除使用一日即棄式外，其他隱形眼鏡在除下後都需要徹底清潔，購買各類藥水的成本亦較高。對於不常佩戴隱形眼鏡的人，戴上及除下隱形眼鏡比較花時間，鏡片亦不像框架眼鏡般可隨時戴上及除下。戴上及除下時會拉扯眼睛周圍的皮膚，亦會增加皺紋。
如果長期每日佩戴隱形眼鏡，或佩戴的時間過長，久而久之會造成多種併發症，例如角膜血管增生等問題，嚴重恐導致失明。
為了避免血管增生等問題，可選擇佩戴高透氧物料（矽水凝膠），就可以大大減低血管增生的機會。市面上的每日即棄型和兩星期拋棄型均有矽水凝膠隱形眼鏡。
矽水凝膠中加入了革命性高透氧的矽，矽分子可以在材質間製造孔隙讓氧氣通過，它的透氧度比只靠水份含量的水凝膠更高，為眼睛提供極高的氧流量。有效避免因長期佩戴隱形眼鏡令雙眼缺氧而產生的紅筋。近期也發展出超水膠材質，氧流量介於水凝膠及矽水凝膠之間。
隱形眼鏡可引致的併發症：
- 眼睛敏感
- 乾眼症
- 角膜炎
- 結膜炎
- 角膜損傷
- 角膜水腫
- 角膜潰瘍
- 超時戴鏡侯群症
- 巨乳頭狀結膜炎
- 角膜血管增生

### 对环境的污染
美国亚利桑那州立大学的研究显示，过去十年间，人们使用“日抛”、“周抛”以及“月抛”式隐形眼镜的数量大大增加。在美国，每年抛弃的隐形眼镜约有140亿个，相当于20万公斤（44.1万磅）塑料垃圾。研究发现15%至20%的人会将镜片扔到水槽或者马桶里，也就是说，最终大部分镜片会流入污水处理厂。大部分污水中的物质会变成污泥散布在农田上。研究作者估计，大约1.3万公斤的隐形眼镜以这种方式堆积起来。
美国亚利桑那州环境健康中心的哈尔登（Halden）教授表示："……隐形眼镜不会在污水处理过程中降解，它们会夹杂在污水污泥中。……我们知道，污泥中的物质会被大雨冲走，流回地表水，而地表水则通向海洋。被抛弃的隐形眼镜很可能经历漫长的旅程。……如果地里的虫子吃了土壤，鸟又吃了虫子，那这些隐形眼镜就跟海洋中的塑料垃圾一样，也会进入生物体内，成为人类食物链的一环。……"

## 外部連結
- Consumer Guide to Contact Lenses （页面存档备份，存于）（Articles）
- Consumer Guide to Contact Lenses （页面存档备份，存于）（Articles）
- Staining Grid （页面存档备份，存于） Information on lens/solution compatibility